# قاع الميدان (يريم)

تعديل مصدري - تعديل

قاع الميدان محلة تابعة لقرية رباط الرميشي، التابعة لعزلة عبيدة بمديرية يريم إحدى مديريات محافظة إب في الجمهورية اليمنية.، بلغ تعداد سكانها 72 حسب تعداد اليمن لعام 2004.